# Rachid Al-Awrabi
 (septembre 2024).
La mise en forme du texte ne suit pas les recommandations de Wikipédia : il faut le « wikifier ».
Les points d'amélioration suivants sont les cas les plus fréquents. Le détail des points à revoir est peut-être précisé sur la page de discussion.
- Les titres sont pré-formatés par le logiciel. Ils ne sont ni en capitales, ni en gras.
- Le texte ne doit pas être écrit en capitales (les noms de famille non plus), ni en gras, ni en italique, ni en « petit »…
- Le gras n'est utilisé que pour surligner le titre de l'article dans l'introduction, une seule fois.
- L'italique est rarement utilisé : mots en langue étrangère, titres d'œuvres, noms de bateaux, etc.
- Les citations ne sont pas en italique mais en corps de texte normal. Elles sont entourées par des guillemets français : « et ».
- Les listes à puces sont à éviter, des paragraphes rédigés étant largement préférés. Les tableaux sont à réserver à la présentation de données structurées (résultats, etc.).
- Les appels de note de bas de page (petits chiffres en exposant, introduits par l'outil «  Source ») sont à placer entre la fin de phrase et le point final[comme ça].
- Les liens internes (vers d'autres articles de Wikipédia) sont à choisir avec parcimonie. Créez des liens vers des articles approfondissant le sujet. Les termes génériques sans rapport avec le sujet sont à éviter, ainsi que les répétitions de liens vers un même terme.
- Les liens externes sont à placer uniquement dans une section « Liens externes », à la fin de l'article. Ces liens sont à choisir avec parcimonie suivant les règles définies. Si un lien sert de source à l'article, son insertion dans le texte est à faire par les notes de bas de page.
- La présentation des références doit suivre les conventions bibliographiques. Il est recommandé d'utiliser les modèles {{Ouvrage}}, {{Chapitre}}, {{Article}}, {{Lien web}} et/ou {{Bibliographie}}. Le mode d'édition visuel peut mettre en forme automatiquement les références.
- Insérer une infobox (cadre d'informations à droite) n'est pas obligatoire pour parachever la mise en page.

Pour une aide détaillée, merci de consulter Aide:Wikification.
Si vous pensez que ces points ont été résolus, vous pouvez retirer ce bandeau et améliorer la mise en forme d'un autre article.
 (septembre 2024).
Rachid Al-Awrabi ou Rachid Ibn Qadim, né en 753 et mort en 804 à Volubilis, est un noble Awraba, tribu berbère installée au Moyen-Atlas depuis 688. Il est avec Idris I et Ishaq Ibn Yahya, l'un des 3 membres fondateurs de l'Etat Idrisside. Il sera aussi régent de ce dernier de 791 à 804.

## En Orient
Après la défaite des Alides lors de la bataille de Fakh en 786, les survivants parmi eux se dispersèrent afin d'échapper aux Abbassides. C'est ainsi qu'Idris I se dirigea vers l'ouest accompagné de Rachid, fils d'un affranchi berbère Awraba, qui a été expédié en Orient en tant qu'esclave après la conquête de Musa ibn Nusayr. Le fils de cet affranchi, Rachid avait comme projet de ramener Idris avec lui au Maghrib Al-Aqsa, divisés en plusieurs états tribaux depuis la Grande Révolte Berbère, afin de l'unifier sous une seule bannière, celle d'Idris, arrière arrière petit-fils du Prophète.

## En Egypte
Sur la route, afin de passer inaperçu aux yeux des Abbassides, ils rallièrent un groupe de pèlerins revenant de la Mecque vers l'Egypte. Rashid faisait passer Idris pour son esclave vêtu de haillons. Ils passèrent donc par le Hijaz puis traversèrent la Mer Rouge pour l'Abyssinie puis l'Egypte, où ils firent la rencontre de Salih Ibn Mansur, un puissant partisan de la cause Alide, qui usa de son influence afin d'exfiltrer Rachid et Idris vers le Maghreb dans une caravane en tant que commercants.

## Maghreb
Arrivés à Kairouan, ils n'avaient toujours pas franchi les frontières de l'Empire Abbasside, le gouverneur d'Ifriqiya était Yazid ibn Hatim, homme fidèle des Abbasides, ce qui les empressa de continuer vers l'Ouest.
Ils passèrent par Tlemcen, avant de franchir la Moulouya et de s'arrêter à Tanger qui était avant la fondation de Fès, la plus grandes des villes du Maghrib al-Aqsa. Mais ils n'arrivèrent pas a rallier a leur causes les tribus de la région principalement à cause de la proximité avec l'Emirat Omeyyade de Cordoue.

## Zerhoun

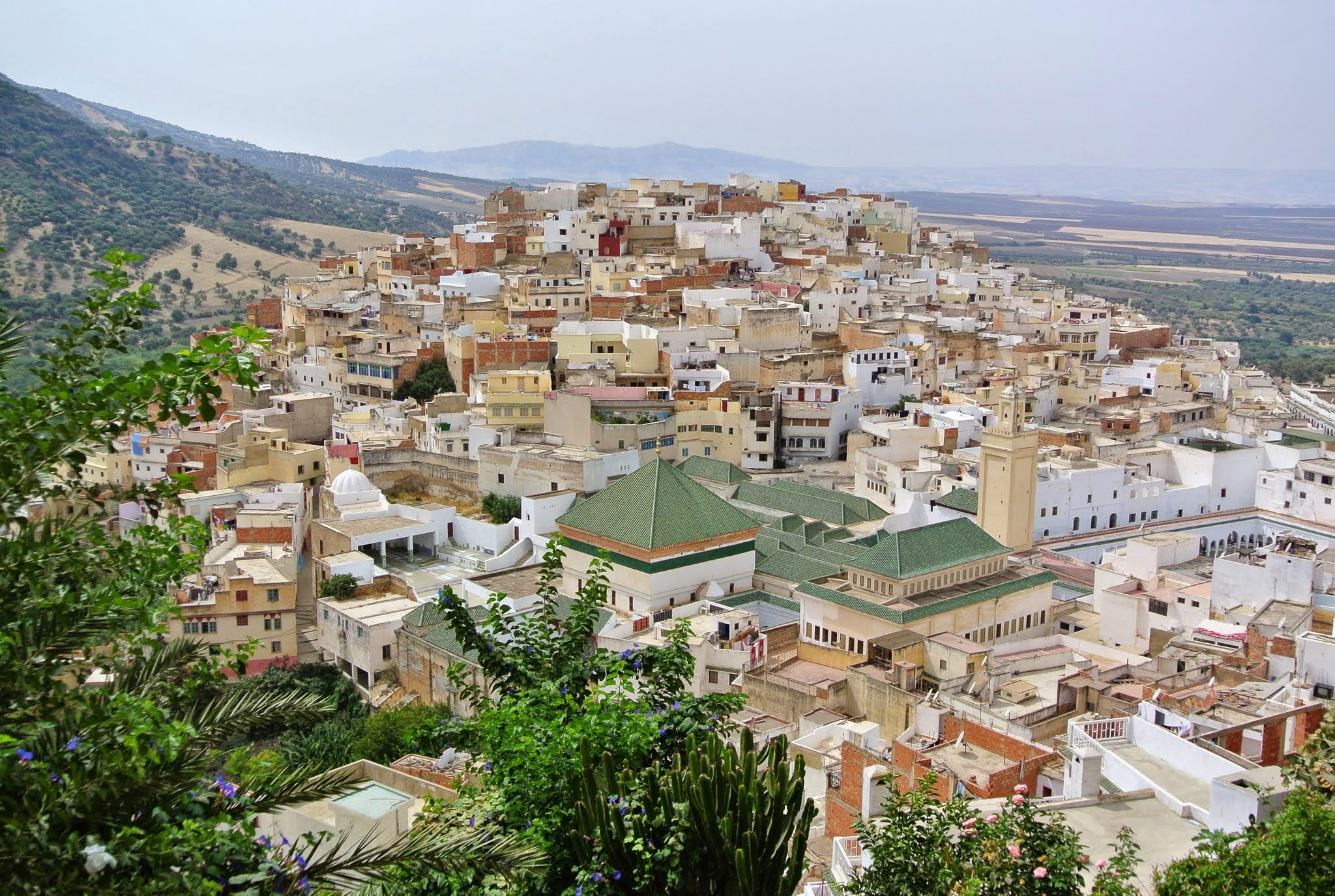
Ville Moulay Idriss Zerhoun Maroc

C'est donc naturellement vers la tribu d'origine de Rachid qu'ils vont se diriger. Arrivés à Zerhoun, capitale des Awrabas à l'époque, ils firent la rencontre Ishaq ibn Yahya, chef des Awrabas, qui les rapprocha des sphères du pouvoir Awraba et qui a fini par être impressionné par les enseignement religieux, politiques, économiques et militaires d'Idris. Ce qui poussa Ishaq lors du 1er jour de Ramadan en 788, au bout de seulement 6 mois après son arrivée, à proclamer Idris guide spirituel et politique, lui conférant le titre d'Imam, c'est évènement marque la naissance de l'Etat d'Idrisside et du Maroc.

## La régence
En 791, Idris I sera assassiné sous ordre de Harun ar-Rashid, par Suleyman ibn Jarir 'As-Shamakh' qui s'infiltra dans la cour Idrisside et assassina Idris à l'aide d'un parfum empoisonné. Idris n'avait pas encore eu de fils, mais sa femme Kenza al-Awrabiya était enceinte, cet enfant deviendra Idris II, qui sera proclamé Imam dès sa naissance, mais une régence sera mise en place au début de son règne. Le premier de ses régents était Rachid, qui accorda au jeune Idris la meilleure des éducation, il réussira aussi a maintenir en place ce jeune état Idrisside pris en tenaille entre les Omeyyades de Cordoue et les Abbassides de Bagdad.

## Décès
Pendant la régence, Rachid ira même jusqu'à frapper monnaie a son propre nom à Volubilis et à Tahert. Cet événement poussera le Calife Abbasside Harun ar-Rashid à prendre au sérieux la menace et l'expansion de l'état Idrisside et à réaliser que la mort d'Idris I n'était pas suffisante pour éradiquer cette menace. Il confiera alors à Ibrahim ibn al-Aghlab, gouverneur d'Ifriqiya, la mission de se débarrasser de Rachid, qui mourra lui aussi empoisonné, par un berbère de son entourage dont ont ignore l'identité, agent et espion des Aghlabides.